# Epione glabra
Epione glabra är en fjärilsart som beskrevs av Barend J. Lempke 1951. Epione glabra ingår i släktet Epione och familjen mätare. Inga underarter finns listade i Catalogue of Life.